# Something of Time
Something of Time es el primer disco publicado como cuarteto por la banda irlandesa Nightnoise, integrado por el violinista estadounidense Billy Oskay y el guitarrista irlandés Mícheál Ó Domhnaill, a quienes se añadió posteriormente la hermana de Mícheál, Tríona Ní Dhomnaill, teclista y vocalista, y el flautista irlandés-estadounidense, Brian Dunning.
Este primer lanzamiento como cuarteto establece lo que será el estilo de todas las subsecuentes grabaciones del cuarteto: ambientes bucólicos llenos de nostalgia y con un toque reflexivo y meditativo, materializado por una instrumentación de inspiración celta aunque con aproximaciones al jazz y a estilos ligeramente más modernos. El aire intemporal de la música y su carácter profundo y sereno ha dotado a esta banda de un lugar único en la historia de la música instrumental contemporánea.
Destaca el tema que abre la grabación, 'Timewinds' que se inicia con clave, sintetizadores y flautas, e introduce el tema o concepto principal de este disco, el paso del tiempo; también el tema que le sigue, 'Perchance to Dream', una colaboración entre Mícheál y Billy, y también 'Tundra Summer', un tema compuesto por Billy Oskay y fundamentado a partir del piano de Tríona.